# Piz Cavel
Piz Cavel är en bergstopp i Schweiz.   Den ligger i regionen Surselva och kantonen Graubünden, i den sydöstra delen av landet, 120 km öster om huvudstaden Bern. Toppen på Piz Cavel är 2 946 meter över havet, eller 793 meter över den omgivande terrängen. Bredden vid basen är 8,4 km.
Terrängen runt Piz Cavel är huvudsakligen bergig, men åt nordost är den kuperad. Närmaste större samhälle är Ilanz, 19,2 km nordost om Piz Cavel. 
Trakten runt Piz Cavel består i huvudsak av gräsmarker. Runt Piz Cavel är det mycket glesbefolkat, med 4 invånare per kvadratkilometer.